# Rallye de Genève

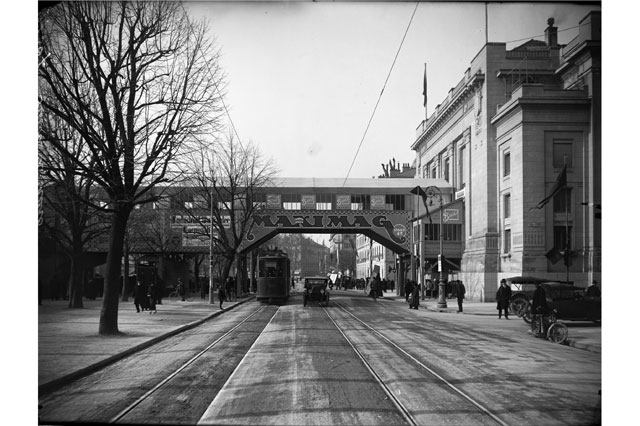
Le Bâtiment électoral, siège du salon de Genève durant les années 1920.

Le Rallye de Genève (ou Rallye de Suisse durant ses années européennes) était une compétition automobile suisse, disputée de 1923 à 1971 (renommée essentiellement à partir de 1954) et organisée par la section genevoise de l'Automobile Club suisse jusqu'en 1953.

## Historique
La course fut initiée lors d'une édition du Salon automobile de Genève avant-guerre. Elle consista alors en une épreuve de régularité dénommée Le rallye du Salon.
Le départ a toujours été donné de plusieurs points de ralliement, rapidement tous situés en France.
De 1937 à 1953, l'appellation de Rallye des  Neiges a été usitée, car les trois journées de l'épreuve (désormais essentiellement sur des routes françaises) étaient en février.
Le rallye devint international au sortir de la guerre en 1949.
En 1954, Pierre de Toledo en pris la direction, et l'évènement (alors officiel Rallye de Genève) acquit d'emblée une renommée élargie grâce à lui. Décalé en mars, il s'intègra au championnat d'Europe des rallyes naissant.
En 1960, Georges Filipinetti, diplomate et homme d'affaires, en devint le Président et principal soutien financier. Concessionnaire Ferrari et d'autres marques automobiles de prestige pour sa ville, il fonda la Scuderia Filipinetti en 1962, qui regroupait depuis Genève les meilleurs talents essentiellement suisses en matière de pilotage automobile, jusqu'à sa mort en 1973. Celle-ci ne fit que précipiter la fin d'une épreuve de plus en plus onéreuse au fil des ans pour les équipages engagés, et complexe à échafauder.
Huit à dix épreuves spéciales constituaient le déroulement du rallye, celle de l'ascension du Mont Salève étant l'une des plus réputées. Un Volant d'Or (ou Prix des Nations) était parfois attribué par pays durant la première partie des années 1960, et par la suite la course fut de nouveau décalée, au mois de juin. Selon les années de 40 à 80 voitures prenaient désormais le départ, pour une distance totale comprise entre 1600 à 2000 kilomètres.
Son Âge d'or s'étala exactement de 1960 à 1970, et le français Henri Greder le remporta à trois reprises dans sa formulation "moderne". En 1971 il fut comptabilisé en Championnat de France des rallyes.
Il est à noter qu'un nouveau "Rallye des Neiges" est organisé en Suisse depuis 1992.
| Palmarès |
| --- |
| - 1923: Koch (de Lucerne), sur Fiat; ... - 1949: Prince Constantin de Liechtenstein (1911-2001), sur Volkswagen; ... - 1954 (23e édition): Jean-Claude Galtier et Paul Condrillier, sur Renault 4CV type 1063; - 1955: Épreuve annulée (accident du Mans); - 1956: Stefan Brügger et Karrer, sur DKW; - 1957: Massimo Leto di Priolo et Mme Priolo, sur Alfa Romeo Giulietta Sprint Veloce 1900; - 1958: ?..; - 1959: Jean-Jacques Thüner et Bruno, sur Triumph TR3A; - 1960: Roger de Lageneste et Henry Greder, sur Alfa Romeo Giulietta Ti; - 1961: Gérard Spinedi et Aghdass Spinedi, sur Ferrari 250 GT Berlinetta; - 1962: Hans-Joachim Walter et Werner Lier, sur Porsche 356B S90 Carrera 2 Coupé; - 1963: Henry Greder et Martial Delalande, sur Ford Falcon Futura Sprint; - 1964: Henry Greder et Martial Delalande, sur Ford Falcon Futura Sprint; - 1965: Donald Morley et Eris Morley, sur Austin-Healey 3000 (Grand Tourisme, plus de 2.5L.); Rauno Aaltonen et Tony Ambrose, sur Mini Cooper S (Tourisme, 1 à 1.3L.); - 1966: Gilbert Staepelaere et André Aerts, sur Ford Cortina Lotus; - 1967: Vic Elford et David Stone, sur Porsche 911 S (GT); A. Fall et M. Wood, sur Mini Cooper S (Tourisme); - 1968: Pauli Toivonen et Urpo Vihervaara, sur Porsche 911 T; - 1969: Épreuve annulée (accident mortel sur une course de côte précédente); - 1970: Jean-Claude Andruet et Michèle Véron, sur Alpine A110 1600S; - 1971 (39e édition): Jean-Pierre Nicolas et Jean Todt, sur Alpine A110 1600S; - 1972 à 1984: Arrêt de l'épreuve. ... - 1985 (Rallye Genève - Le Salève): Éric Ferreux et Serge Audemars, sur Renault 5 Turbo; - 1986 (Rallye Genève - Le Salève): Freddy Oguey et Michel Remy sur Peugeot 205 Turbo 16; - 1987 (Rallye Genève - Le Salève): Éric Ferreux et Serge Audemars, sur Renault 5 Turbo; - 1988 (Rallye Genève - Le Salève): Christian Jaquillard et Christiane Jaquillard sur Ford Sierra RS Cosworth; - 1989 (Rallye Genève - Le Salève): Christian Jaquillard et Christiane Jaquillard sur Ford Sierra RS Cosworth. |